# Als je alles hebt gehad!
Als je alles hebt gehad! is een Nederlands televisieprogramma van BNNVARA dat op de zondagavond uitgezonden werd door NPO 1. De presentatie van het programma was in handen van Paul de Leeuw en Marc-Marie Huijbregts. Het programma werd live uitgezonden vanuit Studio Artis in Amsterdam.

## Format
In het programma nemen presentatoren Paul de Leeuw en Marc-Marie Huijbregts live de week door. Naast het nieuws dat de heren bespreken komen er diverse minder bekende gasten in de studio langs die geïnterviewd worden en gevraagd wordt naar hoe zij de week hebben beleefd.

## Achtergrond
In februari 2018 werd bekend gemaakt dat Paul de Leeuw en Marc-Marie Huijbregts het programma zouden gaan presenteren. Een maand later, op 4 maart 2018, werd de eerste aflevering live uitgezonden. De eerste aflevering werd bekeken door 991.000 kijkers en was daarmee het negende best bekeken programma van die dag. De kijkcijfers van de tweede aflevering daalde ligt maar was alsnog goed voor 927.000 kijkers. Echter naarmate de afleveringen volgde kreeg het programma kritiek van recensenten en daalde de kijkcijfers, zo werd de zesde aflevering op 8 april 2018 nog maar door 558.000 kijkers bekeken. Het seizoen sloot op 22 april 2018 af met 688.000 kijkers.